# Виктор Мануэль Рейна (стадион)
«Виктор Мануэль Рейна» (исп. Estadio Víctor Manuel Reyna) — футбольный стадион, расположенный в Тустла-Гутьеррес. Чаще всего используется для проведения футбольных матчей и является домашним стадионом футбольных клубов «Чьяпас» и «Кафеталерос де Чьяпас».

## Описание
Стадион был построен в 1982 году и изначально вмещал 6000 зрителей. Стадион был официально открыт в 1984 году матчем переставшей существовать студенческой команды «Чьяпас» против столичной «Америки». Позже он реконструирован и была расширена и составила 27 500 человек, а затем 29 001 человек. Спустя 20 лет арена получила право проводить матчи высшей лиги Мексики. Свое название стадион получил в честь профессора Виктора Мануэля Рейна (1910—1973), который жил в Тустла-Гутьеррес и в 50-х годах стоял у истоков создания первых спортивных лиг, а также был известен тем, что был популяризатором детского спорта и отдавал часть своей заработной платы на то, чтобы дети занимались спортом. Неофициально считается отцом футбола в Чьяпасе. Здесь также проходили товарищеские матчи сборной Мексики против команд Эквадора, Гондураса, Гватемалы и Канады. В 2011 году арена приняла несколько матчей Кубка Либертадорес.
В 2014 году вместимость стадиона была увеличена за счёт расширения трибун. Снаружи была возведена полуобволакивающая зелёная металлическая конструкция с эмблемой команды. Ночью конструкция освещается многочисленными фонарями. В 2015 году арена претерпела ещё одно изменение: в зоне повышенной комфортности была добавлена ложа, поскольку матч национальной сборной транслировался по эфирному телевидению (Televisa и TV Azteca), платному телевидению TDN и местному телевидению.
Газон оборудован системой автоматизированного полива и дренажа, что предотвращает образование луж даже при обильных дождях, характерных для города летом и осенью.